# Elena Mikhaïlitchenko
Elena Mikhaïlitchenko (russe : Елена Анатольевна Михайличенко), née le 24 octobre 1987 à Togliatti dans l'oblast de Samara, est une joueuse internationale russe de handball

## Biographie
Mikhaïlitchenkoa été la meilleure buteuse de la Russie lors des championnats du monde junior 2018 en Hongrie avec 45 réalisations (l'équipe se classe 4e) et lors du championnat du monde jeunes 2018 avec 44 buts, avec presque tous ses buts marqués depuis sa position préférée d'arrière gauche.
En septembre 2018, elle a été incluse par la fédération européenne dans une liste des vingt meilleurs jeunes handballeurs à surveiller pour l'avenir.
Aux Championnats du monde 2019, elle remporte la médaille de bronze avec la sélection russe puis elle remporte la médaille d'argent aux Jeux Olympiques de Tokyo : Mikhaïlitchenkoa a toutefois été assez peu utilisée dans le tournoi avec un seul match de poule contre la Suède (un but marqué pour une défaite 24 à 36).
En décembre 2021, elle intègre l'effectif aux championnat du monde 2021 où l'équipe russe sera battue par la Norvège au stade des quarts-de-finale.

## Palmarès

### Sélection nationale
- Médaille d'argent aux Jeux olympiques de 2020 à Tokyo

### Club
compétitions nationales
- championne de Russie en 2021 (avec CSKA Moscou)